# Parafia Najświętszej Maryi Panny Królowej Polski w Mątawach
Parafia NMP Królowej Polski w Mątawach – rzymskokatolicka parafia znajdująca się w dekanacie nowskim diecezji pelplińskiej.
Parafię erygowano 13 grudnia 1982 roku

## Proboszczowie
- ks. Bogdan Kibitz (1973-1984)[1]
- ks. Wiesław Wojewódzki (1984-1990)[1]
- ks. Zbigniew Dowbusz (1990-2002)[1]
- ks. Eugeniusz Baś (2002-2004)[1]
- ks. Waldemar Wenta (2004-2011)[1]
- ks. Ryszard Thiede (2011-2017)[1]

- ks. Damian Florczak (2017-2022)[1]
- ks. Józef Kortas (administrator)[2].

## Zasięg parafii
Na obszarze parafii leżą miejscowości: Tryl, Mątawy i Zajączkowo. Tereny te znajdują się w gminach Nowe i Dragacz, w powiecie świeckim, w województwie kujawsko-pomorskim.